# جاوئن هاجم
جاوئن حاجم (انگلیسی: Jaouen Hadjam؛ زادهٔ ۲۶ مارس ۲۰۰۳) بازیکن فوتبال است.
وی همچنین در تیم ملی فوتبال زیر ۱۷ سال فرانسه بازی کرده‌است.